# Pteromalus ridens
Pteromalus ridens är en stekelart som beskrevs av Vago 2002. Pteromalus ridens ingår i släktet Pteromalus och familjen puppglanssteklar.
Artens utbredningsområde är Marocko. Inga underarter finns listade i Catalogue of Life.